# マーク・ジェルクス
マーク・ジェルクス（Mark Jelks、1984年4月10日 ‐ ）は、アメリカ合衆国・ゲーリー出身で短距離走が専門の陸上競技選手。100mでは9秒99の自己ベストを持つ、2007年大阪世界選手権のアメリカ合衆国代表。ナイジェリアにルーツを持つため、2014年からはナイジェリアの選手として競技している。

## 経歴
高校時代はインディアナ州高校選手権に6つの種目（100m、200m、400m、走幅跳、4×100mリレー、4×400mリレー）で出場するなど活躍。100mと200mでは州チャンピオンに輝き、オールアメリカンには4回選出された。高校卒業後はテキサスクリスチャン大学に進学し、その後カンザス・シティ・カンザス・コミュニティ大学に移った。大学2年時の2005年4月にナイキと契約しプロ選手となった。

### プロ転向以降
2005年6月、全米選手権男子100mで決勝に進出すると、表彰台には0秒14届かなかったものの10秒32（-2.3）で5位に入った。
2007年6月、全米選手権男子100mで決勝に進出すると、表彰台には0秒04届かなかったものの10秒13（-0.5）で4位に入った。この結果、大阪世界選手権のアメリカ代表に選出された。
同年8月、大阪世界選手権男子100mで世界大会デビューを果たすも、レース中にハムストリングスを痛め最下位に終わった。
2008年6月、全米オリンピックトライアル男子100mの2次予選で9秒99（+1.6）の自己ベストをマークし、10秒の壁を破った。しかし、準決勝では10秒24（+0.5）とタイムを落とし、決勝進出を逃した。
2009年3月、全米室内選手権男子60mを6秒51の自己ベストで制し、初優勝を成し遂げた。
2010年、米国反ドーピング機関（通称USADA）に自分の居場所を報告する義務を18ヶ月間で3回怠ったため、同年8月23日から2年間の資格停止処分を受けた。同年4月18日以降の記録は抹消された。
2014年2月、全米室内選手権男子60mで5年ぶりに決勝に進出した（6秒65の8位）。
同年6月、ナイジェリア選手権男子100mを10秒23で制し、ナイジェリアの選手として幸先の良いスタートを切った。なお、このレースでは2位にも元アメリカ代表選手のモンザバス・エドワーズ（ドーピング処分歴あり）が入ったため、ナイジェリア代表として活躍した元スプリンターのオルソジ・ファスバとウチェナ・エメドルは、ドーピング処分歴があるアメリカ生まれアメリカ育ちの選手を迎え入れ、自国の若手選手を育てないナイジェリア陸上競技連盟に懸念を示した。
同年7月23日、ナイジェリア代表として競技することが可能になった。
同年7-8月、英連邦競技大会でナイジェリア代表デビューを果たした。男子100mはアフリカ選手で唯一のファイナリストになると、メダルには0秒05届かなかったものの10秒17（0.0）で5位に入った。
同年8月、アフリカ選手権に出場すると、男子100mは10秒07（+0.4）で銀メダルを獲得するも、0秒02差で惜しくも金メダルを逃した。アンカーを務めた男子4×100mリレーでは38秒80で金メダル獲得に貢献した。

## 人物・エピソード
- 祖父はナイジェリア人[1]。
- 最初に取り組んだスポーツはレスリングだった[1]。
- ピアノ、トランペット、チューバ、ドラムを弾くことができる[1]。

## 自己ベスト
記録欄の（　）内の数字は風速（m/s）で、+は追い風を意味する。
| 種目 | 記録          | 年月日        | 場所                 | 備考           |
| 屋外 | 屋外          | 屋外          | 屋外                 | 屋外           |
| ---- | ------------- | ------------- | -------------------- | -------------- |
| 100m | 9秒99 (+1.6)  | 2008年6月28日 | ユージーン           |                |
| 100m | 9秒96w (+3.3) | 2015年3月28日 | オースティン         | 追い風参考記録 |
| 200m | 20秒28 (0.0)  | 2009年7月13日 | アテネ               |                |
| 室内 |               |               |                      |                |
| 60m  | 6秒51         | 2009年3月1日  | ボストン             |                |
| 200m | 21秒06        | 2010年1月16日 | カレッジステーション |                |

## 主要大会成績
備考欄の記録は当時のもの
| 年             | 大会                                 | 場所           | 種目           | 結果           | 記録           | 備考              |
| アメリカ合衆国 | アメリカ合衆国                       | アメリカ合衆国 | アメリカ合衆国 | アメリカ合衆国 | アメリカ合衆国 | アメリカ合衆国    |
| -------------- | ------------------------------------ | -------------- | -------------- | -------------- | -------------- | ----------------- |
| 2007           | 世界選手権                           | 大阪           | 100m           | 予選           | 13秒64 (-1.5)  |                   |
| 2009           | ワールドアスレチック ファイナル (en) | テッサロニキ   | 200m           | 7位            | 20秒90 (-0.3)  |                   |
| ナイジェリア   |                                      |                |                |                |                |                   |
| 2014           | 英連邦競技大会 (en)                  | グラスゴー     | 100m           | 5位            | 10秒17 (0.0)   |                   |
| 2014           | 英連邦競技大会 (en)                  | グラスゴー     | 4x100mR        | 6位            | 40秒17 (4走)   |                   |
| 2014           | アフリカ選手権 (en)                  | マラケシュ     | 100m           | 2位            | 10秒07 (+0.4)  |                   |
| 2014           | アフリカ選手権 (en)                  | マラケシュ     | 200m           | 準決勝         | DNS            | 予選21秒12 (+0.3) |
| 2014           | アフリカ選手権 (en)                  | マラケシュ     | 4x100mR        | 優勝           | 38秒80 (4走)   |                   |
| 2014           | コンチネンタルカップ (en)            | マラケシュ     | 100m           | 4位            | 10秒12 (-0.1)  | アフリカ大陸代表  |
| 2014           | コンチネンタルカップ (en)            | マラケシュ     | 4x100mR        | 3位            | 39秒10 (1走)   | アフリカ大陸代表  |